# EKOenergy
Az EKOenergy egy nemzetközi zöldáram hálózat. Európai környezetvédő civil szervezetek hálózata működteti. Titkárságának Helsinkiben a Finn Természetvédelmi Szövetség (FANC) ad helyet.
A szervezet fő célja az energiafenntarthatóság segítése és a környezettudatos energia-előállítás iránti közérdeklődés növelése.

## Történet
A svéd Bra Miljöval mellett a finn Norppaenergia voltak az első zöldáram szervezetek. A FANC 1998 óta üzemelteti a Norppaenergiát.
A FANC 2010 májusában jelentette be célját egy nemzetközi zöldáram szervezet létrehozására. A Bellona Russia, az Észt és a Lett Természetvédelmi Alap, Spanyolországból az Ecoserveis és AccioNatura, melyek 100% zöldenergiával foglalkoznak, Olaszországból pedig a REEF alapították. 2011-ben a RECS International, a megújuló energia-ipar képviseletében nyújtott segítséget az új projektnek.

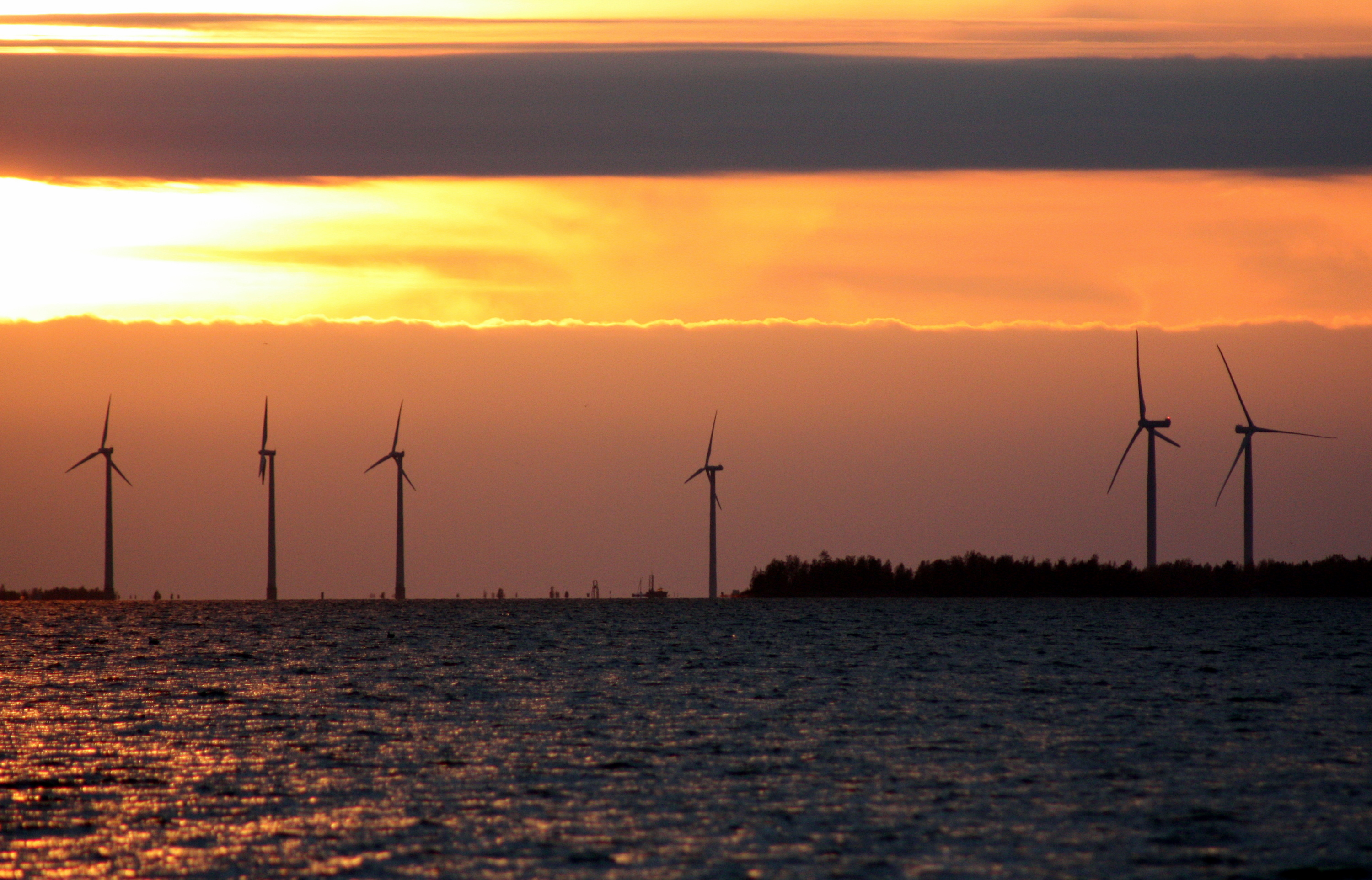
A Kokkolan Energia tanúsította a Riutunkari szélfarmot Oulu közelében az EKOenergy rendszerben.

## Tagok
2013-ban már az alábbi országok és szervezetek voltak tagok:
- Albánia, EPER Center and Institute for Nature Conservation in Albania
- Belgium, Natuurpunt
- Bosznia-Hercegovina, Prijatelji Prirode / Friends of Nature Eko Element
- Bulgária, BlueLink Information Network
- Csehország, Glopolis
- Ciprus, Cyprus Energy Agency
- Finnország, Finnish Association for Nature Conservation and Vaihda Virtaa network
- Grúzia, Spectri
- Magyarország, Energiaklub
- Izland, Iceland Nature Conservation Association
- Olaszország, REEF és 100% zöldenergia a Legambiente és WWF Olaszország támogatásával
- Koszovó, KOSID and Forum for Civic Initiatives (FIQ)
- Lettország, Zaļā brīvība - Green Liberty, Latvian Green Movement and Latvian Fund for Nature
- Litvánia, Lietuvos žaliųjų judejimas - Lithuanian Green Movement
- Málta, Projects in Motion
- Hollandia, Wise
- Portugália, Quercus
- Románia, Sun Valley Association and 2 Celsius Network
- Szlovénia, Slovenski E-Forum
- Spanyolország, Ecoserveis, ECODES[7]

## EKOenergia feltételek
Az EKOenergia követelmények
- fenntarthatóság
- alapvető adatok a partnerekről
- hozzáadhatóság és
- követés és ellenőrzés

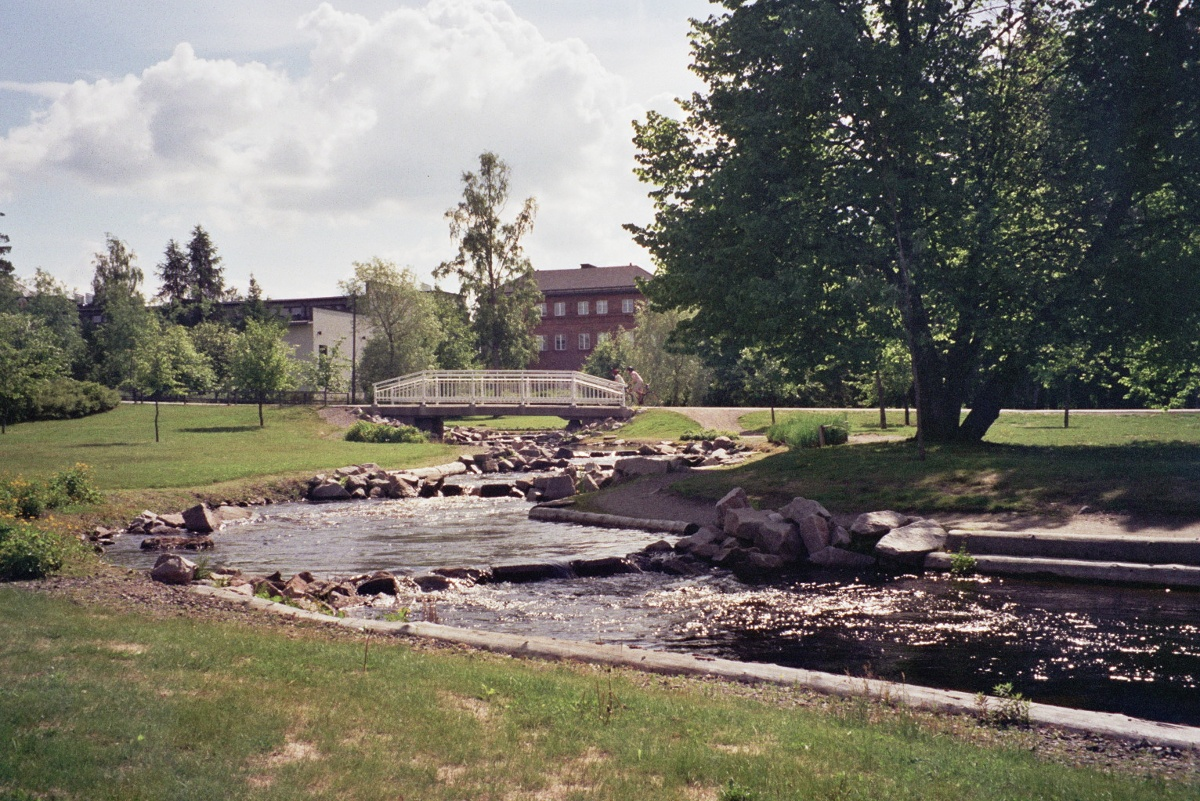
Egy EKOenergy tanúsított erőműben halutat is biztosítani kell

Az EKOenergy áram a fenntarthatósági feltételnek megfelelő megújuló energia forrásból származik. A szélerőre például különleges fenntarthatósági feltételek tartoznak, melynek előállítási helye nem természetvédelmi terület, világörökségi helyszín vagy fontos madárterület. Az EKOenergy vízerőműveknek a negatív természeti hatásokra mérőrendszereket kell megvalósítania.

A követés alapja eredetgarancia kell legyen.

## Az EKOenergy ártanulmányokban
A Vaasa Egyetem egy tanulmánya szerint a zöld áram 2010-ben még 10-15% drágább volt, mint a vegyesen előállított Finnországban.

## Külső hivatkozások
- EKOenergy